# Lucien Daloz
Lucien Daloz, né le 9 octobre 1930 à Syam dans le Jura et mort le 31 juillet 2012 à Jouhe, est un évêque français, archevêque de Besançon de 1980 à 2003.

## Biographie

### Formation
Lucien Daloz a suivi sa formation à Rome, à l'Université pontificale grégorienne où il a obtenu une licence de philosophie scolastique et un doctorat de théologie.
Il a été ordonné prêtre le 29 juin 1955 pour le diocèse de Saint-Claude.

### Principaux ministères

#### Prêtre
Après avoir été chapelain de Saint-Louis-des-Français à Rome pendant la fin de ses études, il a été vicaire dans la paroisse de Morez, avant de se consacrer à la formation.
Il a ainsi été professeur au grand séminaire de Montciel à Lons-le-Saunier de 1958 à 1960 avant d'en devenir supérieur de 1961 à 1969.
Il a ensuite été vicaire général du diocèse de Saint-Claude jusqu'en 1975.

#### Évêque
Nommé évêque de Langres le 5 août 1975, il a été consacré, en la cathédrale de Langres, le 19 octobre de la même année (en la Journée mondiale des Missions) par Claude-Constant Flusin, assisté de Alfred-Joseph Atton et Gilbert Duchêne. Le 12 décembre 1980, il a été nommé archevêque de Besançon. 
Il est élu délégué à la commission des épiscopats de la communauté européenne (COMECE) lors de l'assemblée de la conférence des évêques de France en 1993.
Il a été Président de la Commission française Justice et Paix (2000-2003) et également membre de la Commission de l'enseignement religieux puis de celle de la Mission universelle de l’Église.
Il fut l'auteur de plusieurs livres dont Chrétiens dans une Europe en construction (L'Harmattan-2004), Prier 15 jours avec sainte Jeanne-Antide Thouret (Nouvelle Cité-2007), Le pain de la vie et la coupe du salut : une initiation à la prière eucharistique (Parole et Silence-2008) et rédacteur de nombreux articles de la revue Prêtres Diocésains.
Le 13 août 2003, sa démission a été acceptée par le pape Jean-Paul II. Il s'est retiré au sanctuaire Notre-Dame du Mont-Roland aux environs de Dole dans le diocèse de Saint-Claude, son diocèse d'origine. Il y est décédé le 31 juillet 2012. Il a été inhumé le 3 août 2012 dans le caveau des archevêques de la cathédrale Saint-Jean de Besançon. Il est le quatorzième archevêque de Besançon à y reposer depuis la Révolution.

## Devise
« Il n'y a pas de plus grand amour que de donner sa vie pour ses amis » (Jean XV, 13).